# Damianó
Damianó är en ort i Grekland.   Den ligger i prefekturen Nomós Péllis och regionen Mellersta Makedonien, i den norra delen av landet, 300 km norr om huvudstaden Aten. Damianó ligger 143 meter över havet och antalet invånare är 409.
Terrängen runt Damianó är platt åt sydost, men åt nordväst är den kuperad. Terrängen runt Damianó sluttar söderut.Runt Damianó är det ganska tätbefolkat, med 149 invånare per kvadratkilometer. Närmaste större samhälle är Giannitsá, 5,4 km sydväst om Damianó. Trakten runt Damianó består till största delen av jordbruksmark.